# Agarodes wallacei
Agarodes wallacei là một loài Trichoptera trong họ Sericostomatidae. Chúng phân bố ở miền Tân bắc.